# Вільхова (притока Сіверського Дінця)
Вільхова, Ольхова — річка в Луганській області, ліва притока Сіверського Дінця. Довжина річки 11 км, площа водозбірного басейну 77,9 км², похил 6,0 м/км.
Витік річки розташований в околицях села Капітанове. Тече річка на південь, русло слабозвивесте. В межах села Муратове, на річці споруджено два водосховища, перше називається Верхній, друге Нижній. На західних околицях села Кримське, Вільхова впадає у Сіверський Донець.